# San Cristóbal de Segovia
San Cristóbal de Segovia is een gemeente in de Spaanse provincie Segovia in de regio Castilië en León met een oppervlakte van 6,35 km². San Cristóbal de Segovia telt 2.991 inwoners (1 januari 2016).